# Rahmanabad (Malayar)

## Ubicación
La distancia entre Rahmanabad  y la ciudad de Malayer es de 39 km. Rahmanabad se encuentra cerca de la frontera Provincia de Hamadán con la  Provincia de Lorestán y se encuentra junto a las aldeas de Goldareh y Anuch .

## población
Este pueblo estaba ubicado en el distrito de Sefidkoh y, según el censo del Centro de Estadísticas de Irán en 2016, su población era de 385 personas (121 hogares).

## Idioma
La gente de este país habla el dialecto Lori del Norte .

## Atracciones turísticas
Entre sus atractivos destacan el antiguo acueducto y el paisaje natural.

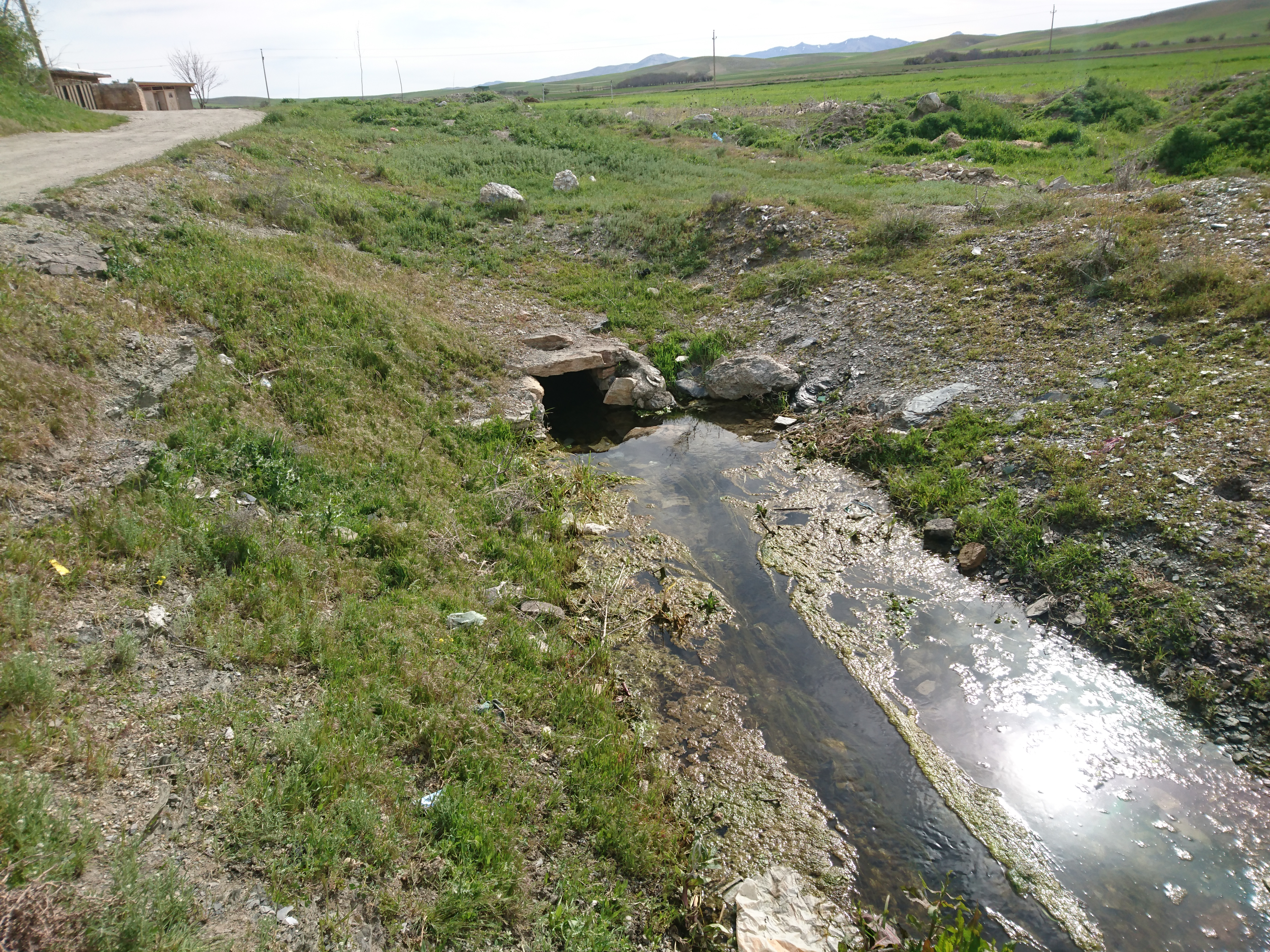
El antiguo acueducto de Rahmanabad

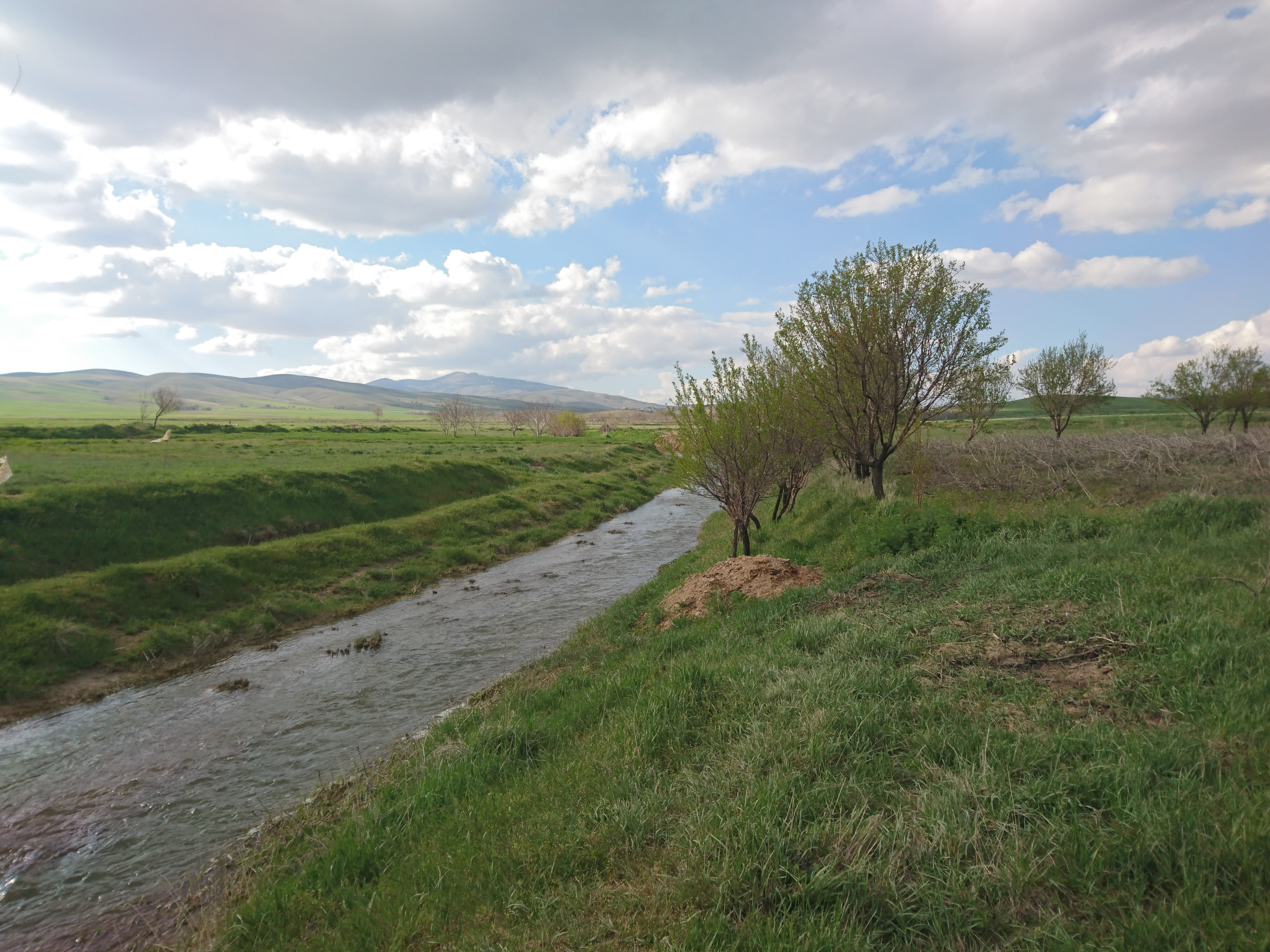
La naturaleza de Rahmanabad

## productos
- Productos agrícolas : uva, cebada, trigo, guisantes, lentejas .

## recuerdos
Jugo de uva, pasas .

## posibilidades
- Instalaciones culturales y religiosas : Hay una escuela primaria, una mezquita Abolfazl y una mezquita integral . Mezquita Abul Fazl

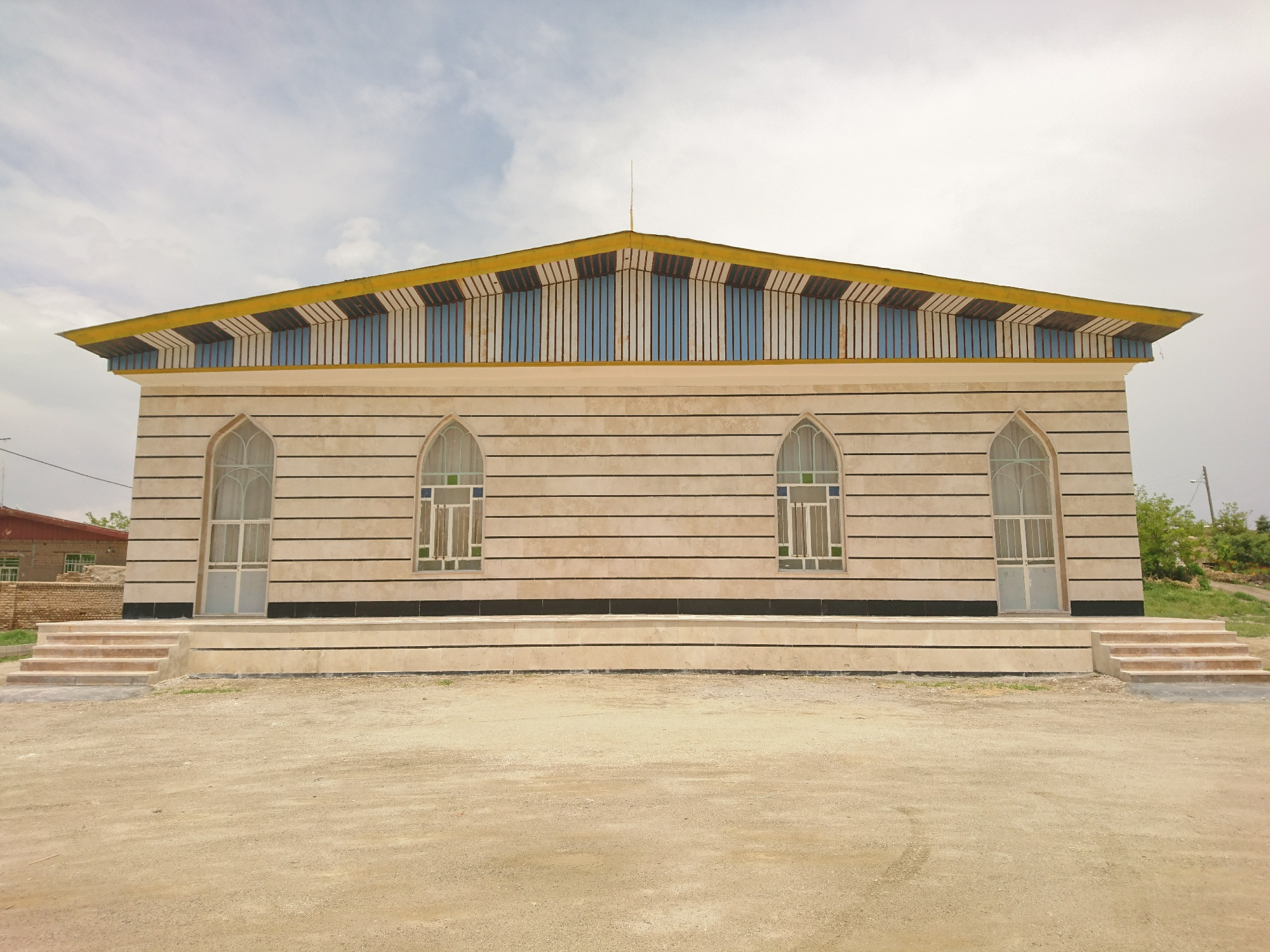
Mezquita Abul Fazl

- Servicios : gas - fontanería sanitaria - electricidad - teléfono - y la cobertura de red está incluida y en la ruta de fibra óptica .

## consultas dependientes
- Lista de pueblos en Irán

- Datos: Q10860946